# Club Deportivo Consejo Provincial
El Club Deportivo Consejo Provincial es un club de fútbol de la ciudad de Nueva Loja. Actualmente juega en la Segunda Categoría del fútbol ecuatoriano, aunque en la actualidad debido a problemas institucionales no ha participado desde el año 2021.
Está afiliado a la Asociación de Fútbol No Amateur de Sucumbíos.

## Historia
Desde 2007 participa en los torneos de Segunda Categoría profesional. Su directiva está conformada por su Presidente: el Sr. Cesareo Velez. Vicepresidente: el Mec. Jorge Arias. Primer vocal: el Sr. Luis Maza. Gerente: el Sr. Jaime Orozco. Y secretario: el Sr. Ángel Saltos.
Esa misma temporada tras quedar como primer campeón del torneo provincial de Sucumbíos tiene su inicial participación en los zonales de ascenso organizados por la Federación Ecuatoriana de Fútbol, en aquel entonces estuvo en el grupo B de la zona 2 con Valle del Chota y Deportivo Otavalo de la Provincia de Imbabura y Club Social, Cultural y Deportivo Racing Junior de esta misma provincia, terminó en el primer lugar con 13 puntos, obtuvo 4 victorias y 1 empate, marcó 9 goles y recibió 1, para luego acceder a la segunda fase que enfrentó a Independiente José Terán de la Provincia de Pichincha en partidos de ida y vuelta que concluyó con un global de 4 a 1 en contra. Siendo la mejor intervención.
Dos años más después, tras quedar subcampeón del torneo provincial, compartió la zona 2 grupo B con Municipal de la Provincia de Santo Domingo de los Tsáchilas, Delfín de la Provincia de Manabí, Valle del Chota de la Provincia de Imbabura, Cuniburo de la Provincia de Pichincha y Juvenil de la Provincia de Esmeraldas quedó en el último lugar con 3 puntos obtenidos en 9 partidos jugados, 1 victoria y 8 derrotas, 5 goles a favor y 27 en contra. Teniendo la peor participación.
Los siguientes años, se posicionaba entre el tercer y cuarto lugar del torneo provincial. En el 2017 y 2018 fueron los años que le fue pésimo en la competición sin conseguir ningún punto y con mayores goles en contra. Tuvo que pasar 10 años para tener su tercera participación en los zonales de ascenso, quedando campeón por segunda vez en el campeonato provincial tras derrotar al Chicos Malos con el marcador de 6 a 0 en la décima fecha bajo el mandato de Pedro Perlaza que sustituyó a Jhonny Perlaza en la quinta fecha. El 2 de septiembre de 2019 regresa al cargo Jhonny Perlaza para ser entrenador ya que el equipo no conseguía una victoria en el torneo de ascenso. Compartió la zona 4 con Espoli de la Provincia de Pichincha, Otavalo de la Provincia de Imbabura, Anaconda de la Provincia de Orellana y Geinco de la Provincia de Cotopaxi quedó en el penúltimo lugar con 9 puntos obtenidos en 8 partidos jugados, 2 victorias, 3 empates y 3 derrotas, 11 goles a favor y 11 en contra.

## Símbolos

### Escudo
Águila Arpía: En el escudo aparece la imagen del águila arpía sobre un balón, símbolo de fortaleza y diversidad biológica de Ecuador, título otorgado por el valor que tiene en las poblaciones de la Amazonía.
Colores: Sus colores representa la esencia e identidad de nuestra gente sucumbiense.
- Blanco: Representa fortaleza, pureza y organización.
- Amarillo: Muestra el buen humor, la alegría y energía.
- Verde: Relajante y refrescante, simbolizando también la vida.

Las siete estrellas: Representan los siete cantones de Sucumbíos: Cascales, Cuyabeno, Gonzalo Pizarro, Lago Agrio, Putumayo, Shushufindi y Sucumbíos.
Escudo: La forma del escudo representa el coraje y valentía con el que se defiende los principios de esta Institución.

## Uniforme

### Evolución

#### Titular
| 2007 - 2018 | 2019 | 2019 |

#### Alterno
| 2019 | 2019 |

## Estadio
El Estadio Carlos Vernaza es un estadio multiusos. Está ubicado en la ciudad de Nueva Loja, provincia de Sucumbíos. Fue inaugurado el 1 de enero de 1990. Es usado para la práctica del fútbol, Tiene capacidad para 8.000 espectadores.
Desempeña un importante papel en el fútbol local, ya que los clubes de Nueva Loja como este club, el Club Social, Cultural y Deportivo Caribe Junior, Club Social Cultural y Deportivo Chicos Malos y Club Deportivo Profesional Oriental hacen de local en este escenario deportivo, que participan en el Campeonato Provincial de Segunda Categoría de Sucumbíos.
El estadio es sede de distintos eventos deportivos a nivel local, ya que también es usado para los campeonatos escolares de fútbol que se desarrollan en la ciudad en las distintas categorías, también puede ser usado para eventos culturales, artísticos, musicales de la localidad.

## Datos del club
- Temporadas en Segunda Categoría: 3 (2007-Presente)
- Mayor goleada conseguida: 
  - En campeonatos nacionales: 3 a 0 a Geinco Fútbol Club.
- Mayor goleada encajada: 
  - En campeonatos nacionales: 6 a 1 ante Cuniburo Fútbol Club.
- Máximo goleador: Germán Alarcón	(10 goles).
- Mejor puesto en la liga: Primer lugar.
- Peor puesto en la liga: Cuarto lugar.
- Primer partido en campeonatos nacionales: contra Club Deportivo Valle del Chota.

## Palmarés

### Torneos provinciales
| Competición                          | Títulos     | Subcampeonatos |
| ------------------------------------ | ----------- | -------------- |
| Segunda Categoría de Sucumbíos (2/2) | 2007, 2019. | 2009, 2024.    |